# Roberto Goméz
Pour les articles homonymes, voir Goméz.
Roberto Ezequiel Goméz Castillo, né le 3 août 1989 à Santiago de los Caballeros (République dominicaine) et mort dans la même ville le 8 décembre 2024, est un lanceur droitier de baseball dominicain.

## Carrière
Roberto Goméz signe à l'âge de 20 ans son premier contrat professionnel en mai 2010 avec les Rays de Tampa Bay.
Il commence sa carrière professionnelle dans les ligues mineures en 2010 et évolue avec des clubs affiliés aux Rays jusqu'en 2014. Libéré par Tampa Bay à l'automne 2014, il est sans contrat avec un club de la Ligue majeure de baseball jusqu'à ce qu'il soit signé en novembre 2016 par les Giants de San Francisco. En 2017, Goméz lance pour la première fois au niveau AAA, l'échelon le plus élevé des ligues mineures, avec les River Cats de Sacramento, un club-école des Giants.
Roberto Goméz fait ses débuts dans le baseball majeur le 5 septembre 2017 comme lanceur de relève pour les Giants de San Francisco face aux Rockies du Colorado, faisant sa première apparition au plus haut niveau dans la même manche que Reyes Moronta.
Il joue 9 matchs dans les majeures avec San Francisco en 2017 et 2018.